# 埃里克·哈尼施
埃里克·哈尼施（德語：Erich Hanisch，1909年3月28日—？），德国男子皮划艇运动员。他曾代表德国参加1936年夏季奥林匹克运动会皮划艇比赛，获得男子折叠式皮艇双人10000米银牌。